# 索河畔帕尔尼
索河畔帕尔尼（法語：Pargny-sur-Saulx，法語發音：[paʁɲi syʁ so]）是法国马恩省的一个市镇，位于该省东南部，属于维特里勒弗朗索瓦区。

## 地理
索河畔帕尔尼（48°46'9"N, 4°50'16"E）面积12.44 平方千米，位于法国大東部大區马恩省，该省份为法国东北部内陆省份，北起阿登省，西北接埃纳省，西南接塞纳-马恩省，南至奥布省，东南接上马恩省，东临默兹省。
与索河畔帕尔尼接壤的市镇（或旧市镇、城区）包括：埃尔斯勒莫吕、舍米农、埃特勒皮、莫吕勒蒙图瓦、塞迈兹莱班。

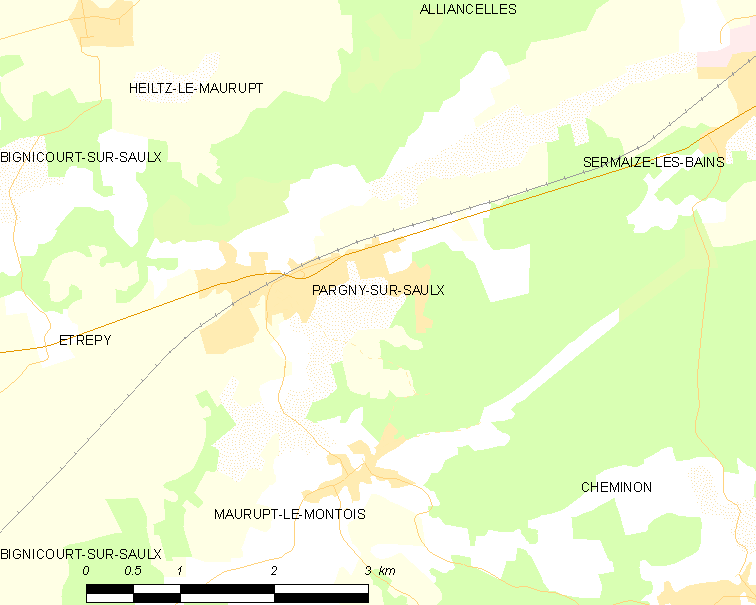
索河畔帕尔尼的OSM定位图

索河畔帕尔尼的时区为UTC+01:00、UTC+02:00（夏令时）。

## 行政
索河畔帕尔尼的邮政编码为51340，INSEE市镇编码为51423。

## 政治
索河畔帕尔尼所属的省级选区为塞迈兹莱班县。

## 人口

1962-2008年间索河畔帕尔尼人口变化图示

索河畔帕尔尼于2022年1月1日时的人口数量为1700人。